# Saliciphaga
Saliciphaga är ett släkte av fjärilar. Saliciphaga ingår i familjen vecklare.
Kladogram enligt Catalogue of Life:
| Saliciphaga | \| \| Saliciphaga acharis \| \| \| \| \| \| Saliciphaga caesia \| \| \| \| |
|             | \| \| Saliciphaga acharis \| \| \| \| \| \| Saliciphaga caesia \| \| \| \| |
|             | Saliciphaga acharis                                                        |
|             |                                                                            |
|             | Saliciphaga caesia                                                         |
|             |                                                                            |